# Parénquima reservante

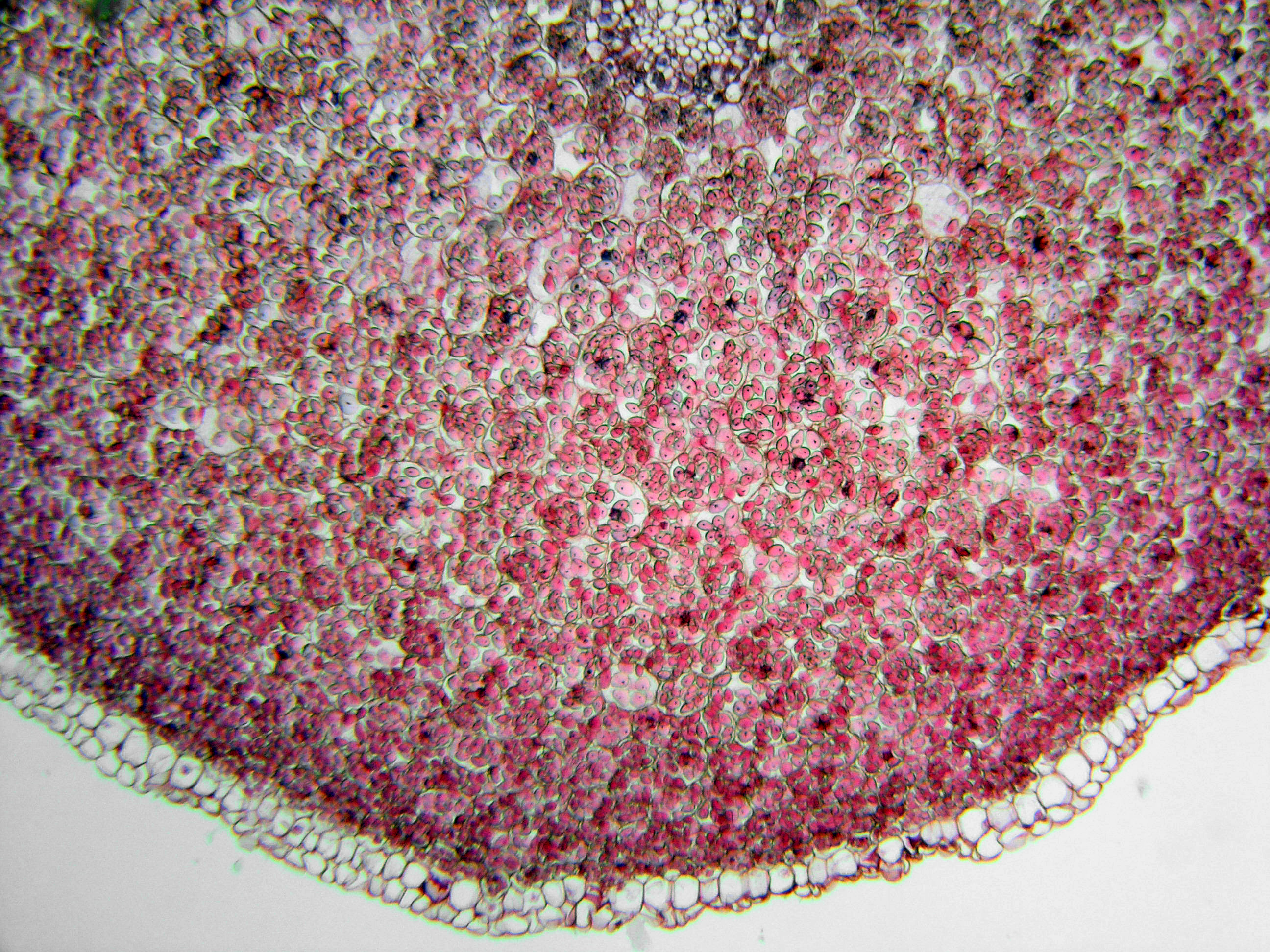
Parénquima reservante de almidón en raíces de Ranunculus ficaria.

En botánica, el parénquima reservante  es un tejido vegetal de tipo parenquimático característico de los órganos de reserva de las plantas superiores, tales como raíces engrosadas (zanahoria, remolacha), tallos subterráneos (tubérculo, rizoma), en semillas, pulpa de frutas, médula y partes profundas del córtex de tallos aéreos. En este tejido se almacenan sustancias de reserva que se encuentran en solución o como partículas sólidas.  Los sitios de la célula donde se acumulan estas sustancias pueden ser las vacuolas, los plástidos o las paredes celulares.

## Estructura
La estructura de este tejido depende de la naturaleza de la sustancia almacenada. El almidón, por ejemplo, se acumula en los amiloplastos, dentro de células poliédricas, con pequeños espacios intercelulares. Ejemplos de órganos y especies que acumulan almidón son el tubérculo de la papa, el rizoma de Maranta arundinacea, las raíces de Manihot esculenta, los cotiledones  del poroto o de la lenteja, el endosperma de los cereales. En este último caso el tejido de reserva es compacto, sin espacios intercelulares.
Los glúcidos hidrosolubles se acumulan en el citoplasma. En las células de la médula del tallo de caña de azúcar se almacena glucosa y sacarosa, como así también en la raíz de la remolacha y en las hojas del bulbo de la cebolla. Los polisacáridos no celulósicos se acumulan en las paredes celulares que llegan a ser muy gruesas y, a veces, muy duras. Por ejemplo, el endosperma de las semillas del espárrago. En Phytelephas macrocarpa, una palmera do América tropical, el endosperma de la semilla constituye el tagua o "marfil vegetal", sustituto del marfil natural usado antes de la invención de los plásticos para confección de botones, piezas de ajedrez, fichas de póker y dados. Las paredes celulares de las células endospérmicas se adelgazan durante la germinación, lo que comprueba que este tipo de polisacáridos son utilizados por las plántulas como sustancia de reserva. Las proteínas se acumulan en las vacuolas  formando un tejido compacto sin espacios intercelulares. Ejemplo de parénquima reservante que almacena proteínas es el de los granos de aleurona del endosperma córneo de los cereales. Los lípidos se acumulan en los elaioplastos o en forma de gotitas aisladas en el citoplasma.